# Doné
Doné cargo exclusivamente feminino do Candomblé Jeje, semelhante a Gaiacú, Ialorixá do Candomblé Queto ou Noche da Casa das Minas, é uma sacerdotisa de vodum das Religiões afro-brasileiras.